# Gare de Grover Beach
La  gare de Grover Beach est une gare ferroviaire des États-Unis située à Grover Beach en Californie; Elle est desservie par Amtrak. C'est une gare sans personnel.

## Service des voyageurs

### Desserte
- Lignes d'Amtrak[1] :
  - Le Pacific Surfliner: San Diego - San Luis Obispo